# Пул, Бертрам Уильям Генри
Бертрам Уильям Генри Пул (англ. Bertram William Henry Poole; 22 марта 1880, Англия — 8 сентября 1957, Лос-Анджелес, США) — английский и американский исследователь филателии, автор множества монографий по различным аспектам этого вида коллекционирования, один из самых плодовитых писателей в области филателии.

## Вклад в филателию

### Британский период
Бертрам Пул начал заниматься филателией в 1899 году в Лондоне и был известен как пользующийся уважением филателист в Великобритании до эмиграции в США в 1913 году, перед Международной филателистической выставкой 1913 года в Нью-Йорке. Он был редактором периодических изданий «The West End Philatelist» («Вест-Эндский филателист»; Лондон) и «The Philatelic Journal of Great Britain» («Филателистический журнал Великобритании»; Лондон). Все семь вышедших в 1908—1910 годах справочников «West End Philatelist Handbooks» были монографиями его авторства о почтовых марках и истории почты колоний Великобритании и Болгарии. Он был также автором монографий о почтовых марках и истории почты Доминики, Сейшельских островов, Саравака[≡], Южной Африки и других стран и территорий.

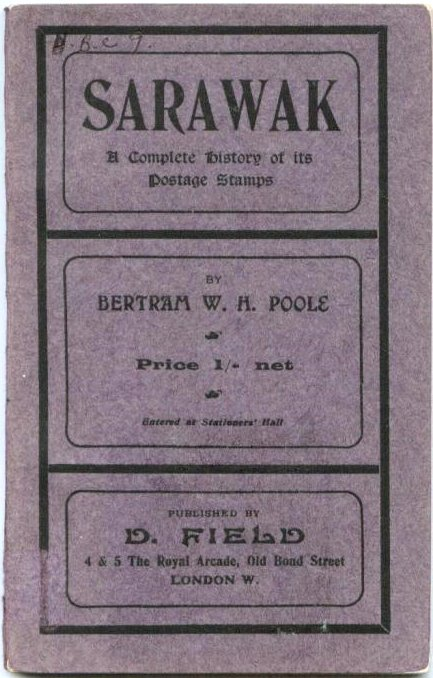

### Американский период
В период с 1912 года по 1923 год Пул написал 14 монографий о почтовых марках колоний Великобритании и других стран Европы, которые были опубликованы в рамках серии «Mekeels Handbook». Он был автором множества статей в других филателистических журналах, а также книг: «The Standard Philatelic Dictionary» («Стандартный филателистический словарь») в 1922 году и «The Pioneer Stamps of the British Empire» («Ранние почтовые марки Британской империи») в 1957 году. В 1917 году написал книгу «United States Virgin Islands» («Американские Виргинские острова») в соавторстве с Джулиусом Бартельсом.
Бертрам Пул также издавал собственный журнал «Philatelic Opinion» («Филателистическое мнение») с 1912 года по 1931 год.
Интересы Пула в области коллекционирования были широки, но особенно он специализировался по почтовым маркам Гаити и Южной и Центральной Америки. Он принимал активное участие в филателистических обществах и был назначен судьёй на Международной филателистической выставке 1913 года в Нью-Йорке. Пул был также филателистическим дилером и аукционистом в Лос-Анджелесе.

## Почётные звания и награды
- В 1921 году Бертрам Пул удостоился чести подписать «Список выдающихся филателистов»[1] — вместе с британским монархом Георгом V и в числе самых первых 40 лиц списка[2].
- В 1993 году его имя было увековечено в Зале славы Американского филателистического общества[1].
- Американская ассоциация филателистических дилеров[англ.] также внесла Б. У. Г. Пула в свой Зал славы[2].

## Избранные труды
- Sarawak: A Complete History of Its Postage Stamps. — London: D. Field, 1906. (англ.)[≡]
- The Postage Stamps of the Falkland Islands. — London: D. Field, 1909. — 44 p. — (The «W. E. P.» Series of Philatelic Handbooks). (англ.)
- The Postage Stamps of the Gold Coast. — London: D. Field, 1910. — 28 p. — (The «W. E. P.» Series of Philatelic Handbooks). (англ.)
- The Stamps of Cook Islands[англ.]. — Boston, MA, USA: Mekeel[англ.]—Severn—Wylie Co., 1912. — (Mekeels Handbook No. 1). (англ.)
- Почтовые марки Германской империи = The Stamps of the German Empire (англ.). — Boston, MA, USA: Mekeel—Severn—Wylie Co., 1914. — 106 p. — (Mekeels Handbook No. 6). (Дата обращения: 8 мая 2017) Архивировано 25 февраля 2010.
- Почтовые марки Канады = The Postage Stamps of Canada (англ.). — Boston, MA, USA: Severn—Wylie—Jewett Co., 1916. — 79 p. — (Severn’s Handbook No. 20). (Дата обращения: 7 мая 2017)
- The Standard Philatelic Dictionary. — Boston, MA, USA: Severn—Wylie—Jewett Co., 1921. — 228 p. (англ.)
- The Postage Stamps of Belgium. — Boston, MA, USA: Severn—Wylie—Jewett Co., 1924. — 74 p. (англ.)
- The Pioneer Stamps of the British Empire. — 1st edn. — London: Faber & Faber, 1957. — 216 p. (англ.)